# Linia kolejowa Matadi–Kinszasa
Linia kolejowa Matadi–Kinszasa – linia kolejowa w prowincji Kongo Środkowe, łącząca port Matadi, ze stolicą Demokratycznej Republiki Konga – Kinszasą. Została zbudowana w czasach Wolnego Państwa Kongo, w latach 1890–1898, a jej długość wynosi 366 km. 
W Kongo głównym środkiem transportu w dorzeczu rzeki Kongo jest transport wodny, ale pomiędzy Matadi a Kinszasą istnieje szereg katarakt tj. Wodospady Livingstone’a i Tamy Inga, gdzie statki nie mają możliwości nawigowania. Dlatego ta linia kolejowa jest ważną trasą transportową łączącą ląd i morze.
Linia została ponownie otwarta we wrześniu 2015 roku, po około dziesięciu latach bez regularnej obsługi. Od kwietnia 2016 na linii odbywał się jeden kurs pasażerski tygodniowo i planowano częstsze usługi. Przyczyną zawieszenia działalności było wykolejenie pociągu w wyniku którego śmierć poniosło 10 osób. Po całkowitym remoncie otwarto ruch wpierw dla pociągów towarowych, a następnie osobowych.
Przy budowie linii kolejowej życie straciło wielu robotników. Linia jest obsługiwana przez Krajowy Urząd Transportu (ONATRA). Istnieją plany aby przedłużyć linię o długość 870 km między Kinszasą a miastem Ilebo. 

## Galeria

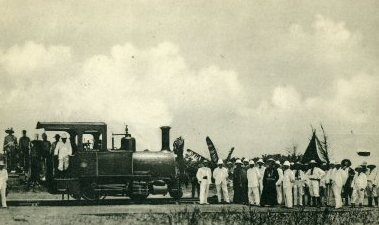
Przybycie pierwszej lokomotywy w Leopoldstad w 1898 roku.
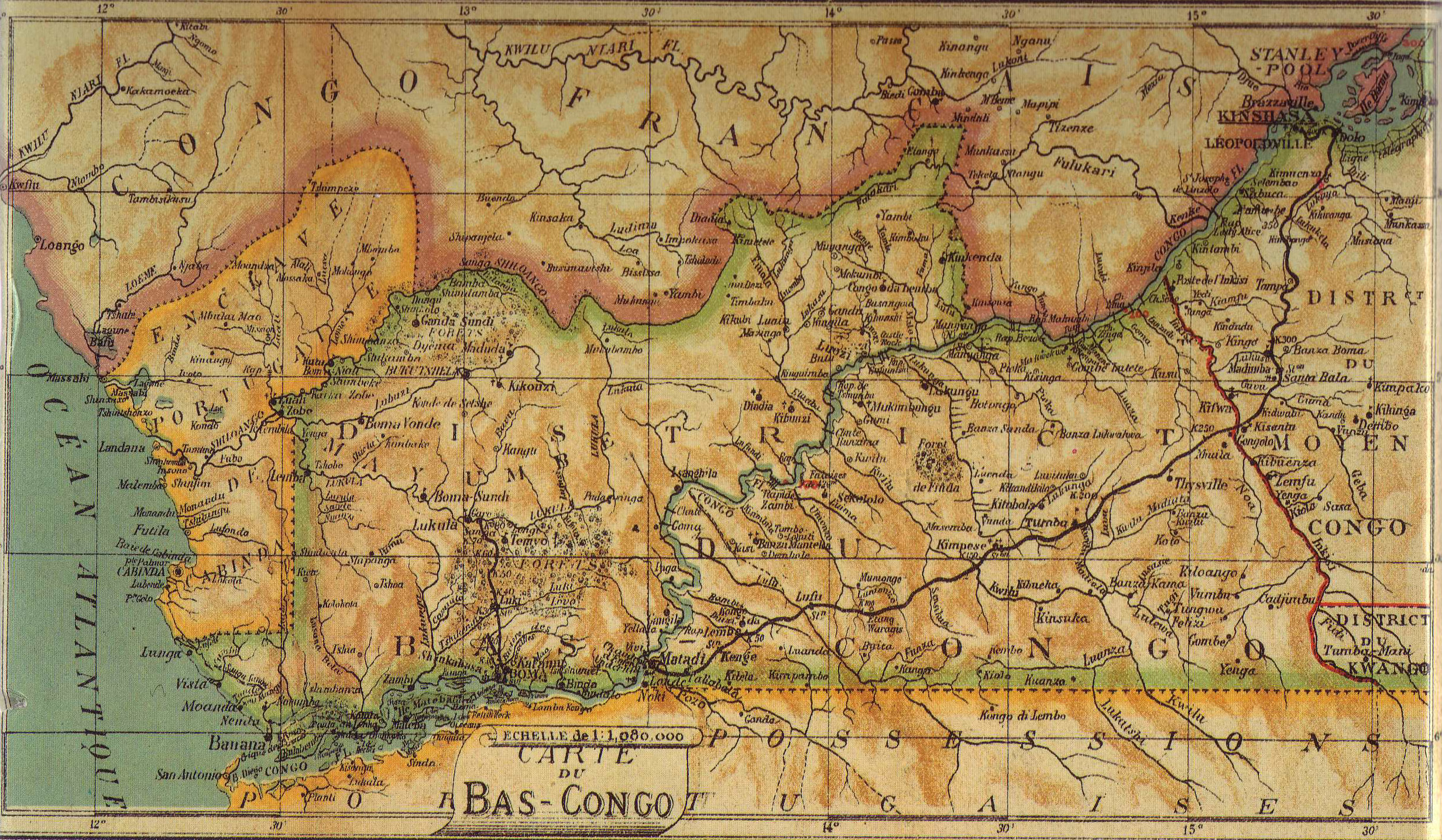
Linia kolejowa w 1913.
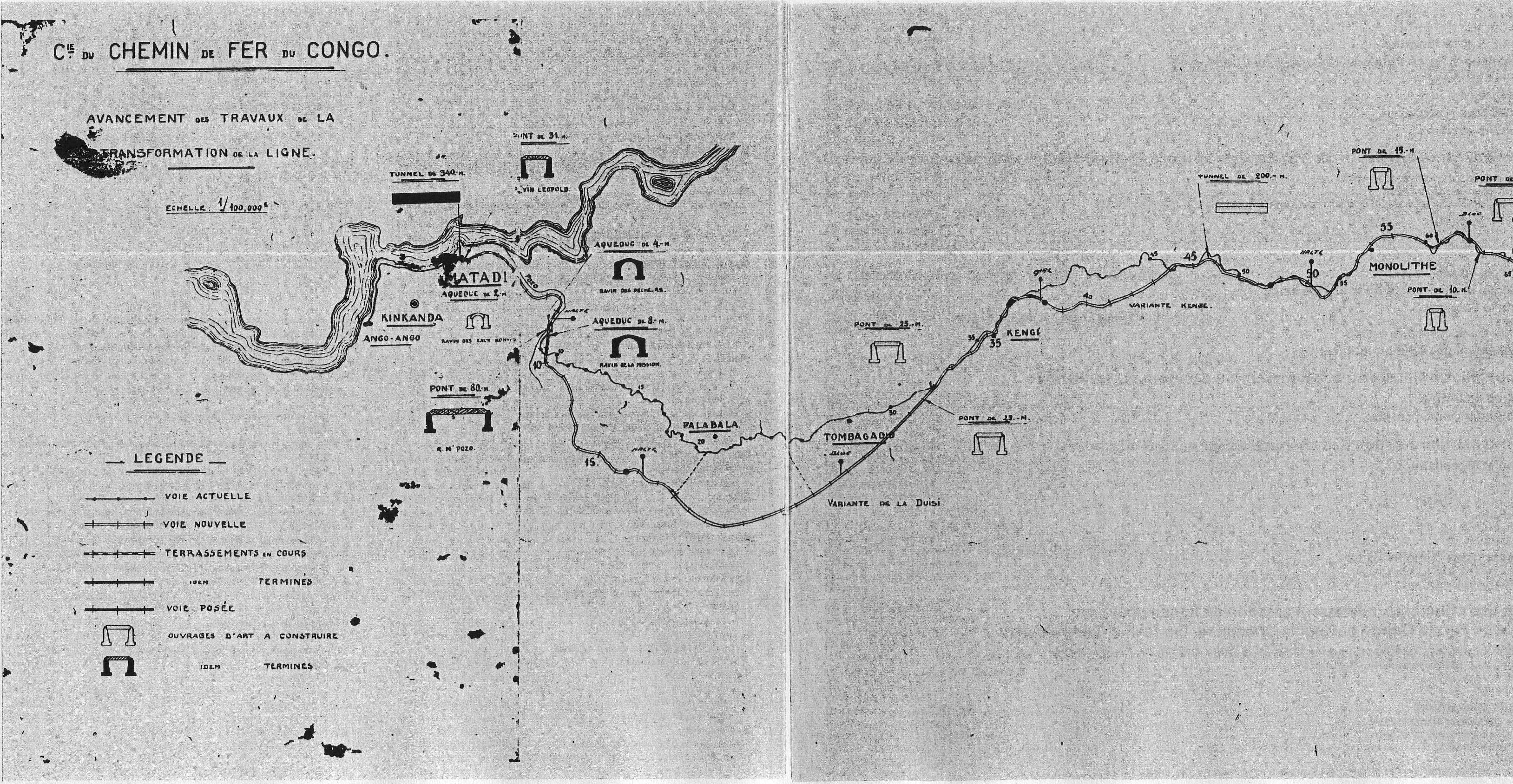
Mapa trasy kolejowej z 1927.
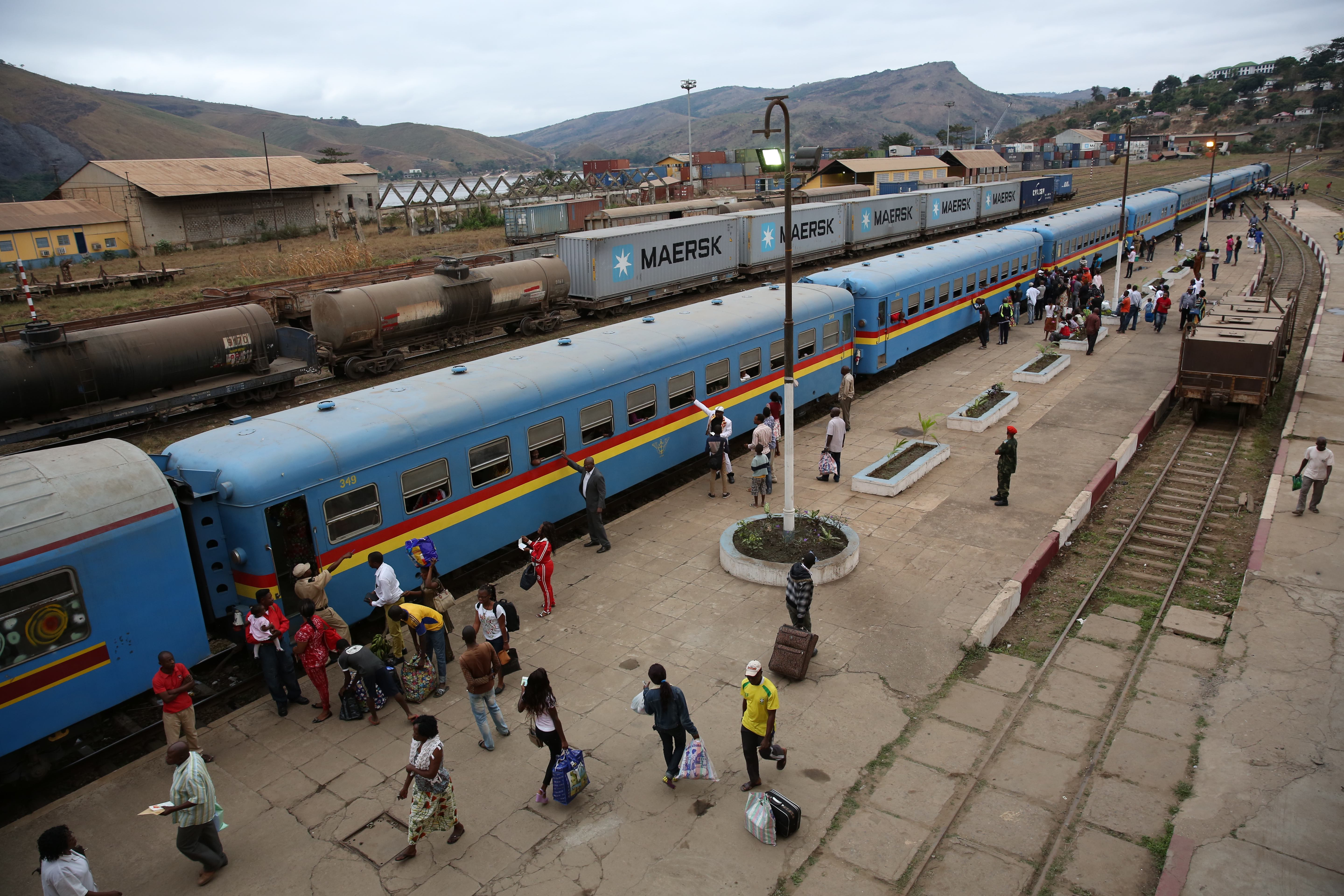
Pociąg na stacji Matadi w 2015.

## Główne stacje
- Matadi (wysokość: 1 m), port oceaniczny w górę rzeki
- Songololo (301 m)
- Mbanza-Ngungu (604 m), koniec krótkiej gałęzi; warsztaty
- Kintoni (380 m)
- Madimba (438 m)
- Kasangulu (339 m)
- Kinszasa (177 m), port rzeczny i stolica kraju.